# 2014-es Bundesvision Song Contest
A 2014-es Bundesvision Song Contest volt a tizedik Bundesvision Song Contest, melyet az alsó-szászországi Göttingenben rendeztek meg, mivel a 2013-as versenyt az Alsó-Szászországot képviselő Bosse So oder so című dala nyerte. A versenyre 2014. szeptember 20-án került sor. Utoljára az első, 2005-ös versenyt rendezték szombati napon. A helyszín a göttingeni Lokhalle Göttingen volt.

## A helyszín és a verseny
A verseny pontos helyszíne a Göttingen található Lokhalle Göttingen volt, amely 3 700 fő befogadására alkalmas.
| Németország Göttingen |

A dalfesztivál házigazdái Stefan Raab és Elton voltak. Első alkalommal fordult elő, hogy Raab egyedül vezette a műsort a színpadon.
Az adás néhány korábbi győztes videoüzenetével kezdődött, mivel a 2014-es volt a tizedik Bundesvision Song Contest. Ezt követően köszöntötte a nézőket a műsorvezető, Stefan Raab, aki ismertette a versenyt és a szabályokat.
Első alkalommal volt a versenynek hivatalos Twitter-hashtagje: #BuViSoCo.
A dalok előtti képeslapok a korábbi évektől eltérően új formában jelentek meg: a versenyzők a házigazdával, Stefan Raabbal egy beszélgetős műsorokra emlékeztető stúdióban beszélgettek és énekeltek a heavytones nevű zenekar kíséretében.
Újítás volt az is, hogy a dalok alatt a tartományok rajtszámai és neveik végig láthatóak voltak a képernyő sarkában, az Eurovíziós Dalfesztiválhoz hasonlóan.
Ez volt az első év, amikor egy dal sem hangzott el kevert nyelven. Az összes versenyző úgy döntött, hogy teljes egészében német nyelvű dallal képviseli tartományát.

## A résztvevők
A versenyen Németország tizenhat tartománya vett részt.
2011 után másodszor szerepelt a Bajorországot képviselő Andreas Bourani, a Rajna-vidék-Pfalz színeiben versenyző Jupiter Jones és Nico Suave közreműködésében a hamburgi színekben induló Flo Mega, aki első részvételén Bréma versenyzője volt. 2009 után szintén másodjára képviselte Mecklenburg-Elő-Pomerániát Marteria.
A brémai Revolverheld együttes a 2006-os második helye után ezúttal győzni tudott.
A Saar-vidéket képviselő Inglebirds egyik tagja, DCVDNS és a Türingia színeiben induló Philipp Breitenstein (aki 2013-ban a Hannes Kinder & Band, ezúttal pedig a Duerer tagjaként szerepelt) az első előadók, akik két egymást követő évben versenyeztek.
Először fordult elő, hogy egy versenyző korábban szerepelt az Eurovíziós Dalfesztiválon is: a Baden-Württemberget képviselő Max Mutzke 2004-ben, Isztambulban a nyolcadik helyen végzett.

## A szavazás
A szavazás kis eltéréssel a fellépési sorrendnek megfelelően történt. Mivel technikai okok miatt először nem sikerült elérni Bajorországot, így Hamburg volt az első, és Bajorország volt az utolsó szavazó.
Minden tartomány az eurovíziós rendszerben szavazott, vagyis 1-8, 10 és 12 pontot osztottak ki a legjobbnak ítélt tíz dalnak. A nemzetközi versennyel ellentétben azonban saját dalra is lehetett szavazni, így több tartomány saját magának adta a maximális tizenkét pontot.
Az elsőként szavazó Hamburg Brémát helyezte az élre. Brandenburg öt pontjával csatlakozott hozzá Schleswig-Holstein is, a nyolc ponttal viszont Mecklenburg-Elő-Pomeránia vette át a vezetést, majd a tíz pont után Rajna-vidék-Pfalzcal holtversenyben álltak az első helyen. A tizenkét ponttal azonban ismét Bréma került az élre. Szászország nyolc pontjával csatlakozott hozzá Rajna-vidék-Pfalz is, de a tizenkét pont ismét Brémát helyezte az első helyre. A tartomány ezután végig megőrizve előnyét első győzelmét aratta.
A kapott 180 pont az eddigi legmagasabb, amivel győzni lehetett. Az első és második helyezett közötti 56 pont pedig a legmagasabb különbség. A győztes dal mindössze tizenkét ponttal kapott kevesebbet a maximálisan megszerezhető 192-nél. Így a Lass uns gehen a verseny eddigi legsikeresebb dala.
A győztes dal minden tartománytól kapott pontot, emellett egy tartomány sem adott a dalnak tíz pontnál kevesebbet. A maximális tizenkét pontot rekordszámú tíz tartománytól kapták meg: Alsó-Szászország, Baden-Württemberg, Bajorország, Berlin, Brandenburg, Bréma, Észak-Rajna-Vesztfália, Hamburg, Hessen és Szászország szavazói ítélték a brémai versenydalt a legjobbnak.
Két tartományt is a saját maguk által kiosztott pontok mentettek meg a nulla pontos utolsó helytől: a Saar-vidék tizenkét pontja az utolsó előtti, Szászország tíz pontja pedig Brandenburggal holtversenyben az utolsó helyre volt elég.
Feltűnést keltett Észak-Rajna-Vesztfália szóvivője, aki ittas állapotot imitálva, egy élelmiszerboltból, egy McDonald’s-os papírzacskóról olvasva jelentette be a pontokat.

## Eredmények
| #  | Tartomány                 | Nyelv | Előadó                 | Dal                        | Magyar fordítás           | Helyezés | Pontszám |
| -- | ------------------------- | ----- | ---------------------- | -------------------------- | ------------------------- | -------- | -------- |
| 01 | Bajorország               | német | Andreas Bourani        | Auf anderen Wegen          | Más utakon                | 6.       | 81       |
| 02 | Hamburg                   | német | Nico Suave és Flo Mega | Gedicht                    | Vers                      | 10.      | 28       |
| 03 | Brandenburg               | német | Kitty Kat              | Hochhaus                   | Toronyház                 | 15.      | 10       |
| 04 | Szászország               | német | Sebastian Hackel       | Warum sie lacht            | Miért nevet?              | 15.      | 10       |
| 05 | Baden-Württemberg         | német | Max Mutzke             | Charlotte                  | Sarolta                   | 7.       | 58       |
| 06 | Türingia                  | német | Duerer                 | Was gestern war            | Ami tegnap volt           | 11.      | 25       |
| 07 | Saar-vidék                | német | Inglebirds             | Getti                      | —                         | 14.      | 12       |
| 08 | Szász-Anhalt              | német | Teesy                  | Keine Rosen                | Nincsenek rózsák          | 3.       | 102      |
| 09 | Hessen                    | német | OK Kid                 | Unterwasserliebe           | Víz alatti szerelem       | 9.       | 33       |
| 10 | Alsó-Szászország          | német | Sierra Kidd            | 20.000 Rosen               | 20 000 rózsa              | 13.      | 15       |
| 11 | Észak-Rajna-Vesztfália    | német | Maxim                  | Alles versucht             | Mindent megpróbáltam      | 8.       | 46       |
| 12 | Schleswig-Holstein        | német | Tonbandgerät           | Alles geht                 | Minden megy               | 5.       | 87       |
| 13 | Mecklenburg-Elő-Pomeránia | német | Marteria               | Mein Rostock               | Az én Rostockom           | 4.       | 101      |
| 14 | Rajna-vidék-Pfalz         | német | Jupiter Jones          | Plötzlich hält die Welt an | Hirtelen megáll a világ   | 2.       | 124      |
| 15 | Berlin                    | német | Miss Platnum           | Hüftgold Berlin            | A szerelem kezeli Berlint | 12.      | 16       |
| 16 | Bréma                     | német | Revolverheld           | Lass uns gehen             | Hagyj minket elmenni      | 1.       | 180      |

## Ponttáblázat

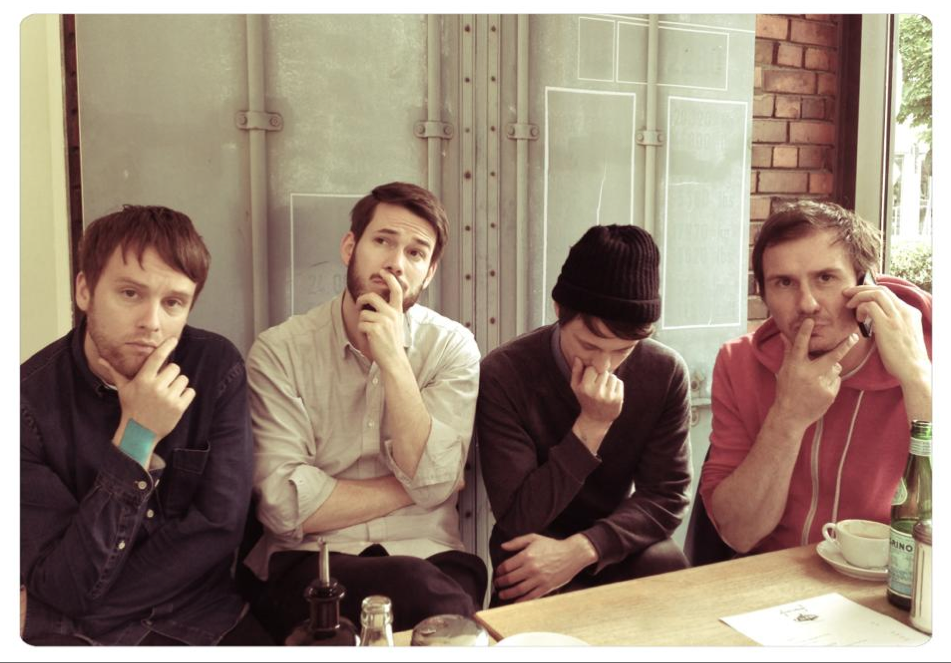
Revolverheld, a verseny győztese Brémából

| Bajorország               | 81  | 10 | 2  | 4  | 4  | 6  | 3  | 5  | 5  | 6  | 6  | 7  | 5  | 5  | 8  | 4  | 1  |
| Hamburg                   | 28  |    | 10 |    |    |    |    | 4  |    |    | 1  |    | 3  | 1  | 2  |    | 7  |
| Brandenburg               | 10  |    |    | 7  |    |    |    |    | 2  |    |    |    |    |    |    | 1  |    |
| Szászország               | 10  |    |    |    | 10 |    |    |    |    |    |    |    |    |    |    |    |    |
| Baden-Württemberg         | 58  | 7  | 3  |    | 2  | 10 | 2  | 1  | 1  | 5  | 3  | 6  | 4  | 2  | 6  | 3  | 3  |
| Türingia                  | 25  |    |    | 1  | 3  |    | 12 | 6  | 3  |    |    |    |    |    |    |    |    |
| Saar-vidék                | 12  |    |    |    |    |    |    | 12 |    |    |    |    |    |    |    |    |    |
| Szász-Anhalt              | 102 | 8  | 5  | 6  | 5  | 8  | 5  |    | 12 | 7  | 4  | 8  | 6  | 6  | 7  | 10 | 5  |
| Hessen                    | 33  | 3  | 4  |    |    | 2  | 1  | 7  |    | 10 |    | 2  |    |    |    |    | 4  |
| Alsó-Szászország          | 15  | 1  |    |    |    |    |    |    |    | 1  | 10 |    | 2  |    | 1  |    |    |
| Észak-Rajna-Vesztfália    | 46  | 2  | 1  | 2  | 1  | 4  | 4  | 2  | 4  | 2  | 2  | 10 | 1  | 4  | 3  | 2  | 2  |
| Schleswig-Holstein        | 87  | 4  | 7  | 5  | 6  | 3  | 6  |    | 6  | 4  | 8  | 4  | 12 | 7  | 4  | 5  | 6  |
| Mecklenburg-Elő-Pomeránia | 101 | 6  | 8  | 8  | 7  | 5  | 7  | 3  | 8  | 3  | 5  | 3  | 7  | 12 | 5  | 6  | 8  |
| Rajna-vidék-Pfalz         | 124 | 5  | 6  | 10 | 8  | 7  | 8  | 8  | 7  | 8  | 7  | 5  | 8  | 8  | 12 | 7  | 10 |
| Berlin                    | 16  |    |    | 3  |    | 1  |    |    |    |    |    | 1  |    | 3  |    | 8  |    |
| Bréma                     | 180 | 12 | 12 | 12 | 12 | 12 | 10 | 10 | 10 | 12 | 12 | 12 | 10 | 10 | 10 | 12 | 12 |

### 12 pontok
| Darab | Jutalmazott tartomány     | Szavazó tartomány |
| ----- | ------------------------- | --- |
| 10    | Bréma                     | Alsó-Szászország, Baden-Württemberg, Bajorország, Berlin, Brandenburg, Bréma, Észak-Rajna-Vesztfália, Hamburg, Hessen, Szászország |
| 1     | Mecklenburg-Elő-Pomeránia | Mecklenburg-Elő-Pomeránia |
| 1     | Rajna-vidék-Pfalz         | |
| 1     | Saar-vidék                | |
| 1     | Schleswig-Holstein        | |
| 1     | Szász-Anhalt              | |
| 1     | Türingia                  | |

## Visszatérő előadók
| Előadó                                    | Tartomány                 | Előző év(ek)                            |
| ----------------------------------------- | ------------------------- | --------------------------------------- |
| Andreas Bourani                           | Bajorország               | 2011                                    |
| DCVDNS (az Inglebirds tagjaként)          | Saar-vidék                | 2013                                    |
| Flo Mega (Nico Suave közreműködésében)    | Hamburg                   | 2011 ( Bréma képviseletében)            |
| Jupiter Jones                             | Rajna-vidék-Pfalz         | 2011                                    |
| Marteria                                  | Mecklenburg-Elő-Pomeránia | 2009                                    |
| Philipp Breitenstein (a Duerer tagjaként) | Türingia                  | 2013 (a Hannes Kinder & Band tagjaként) |
| Revolverheld                              | Bréma                     | 2006                                    |

## Térkép

| Győztes 2. helyezett 3. helyezett 4. helyezett 5. helyezett 6. helyezett 7. helyezett 8. helyezett | 9. helyezett 10. helyezett 11. helyezett 12. helyezett 13. helyezett 14. helyezett 15. helyezett 16. helyezett |

## Részt vevő rádióállomások
Az Eurovíziós Dalfesztivállal ellentétben ezen a versenyen regionális rádióállomások választják ki a tartományok képviselőit. A 2014-es verseny részt vevő rádióállomásai a következők voltak:
| - radio ffn - Energy Stuttgart - Energy München, Energy Nürnberg - Energy Berlin - 94.5 Radio Cottbus - Energy Bremen - Energy Hamburg | - planet more music radio - Antenne MV - Rockland Radio - delta radio - big FM - Energy Sachsen - Radio Top 40 |

## Galéria
A verseny műsorvezetői:

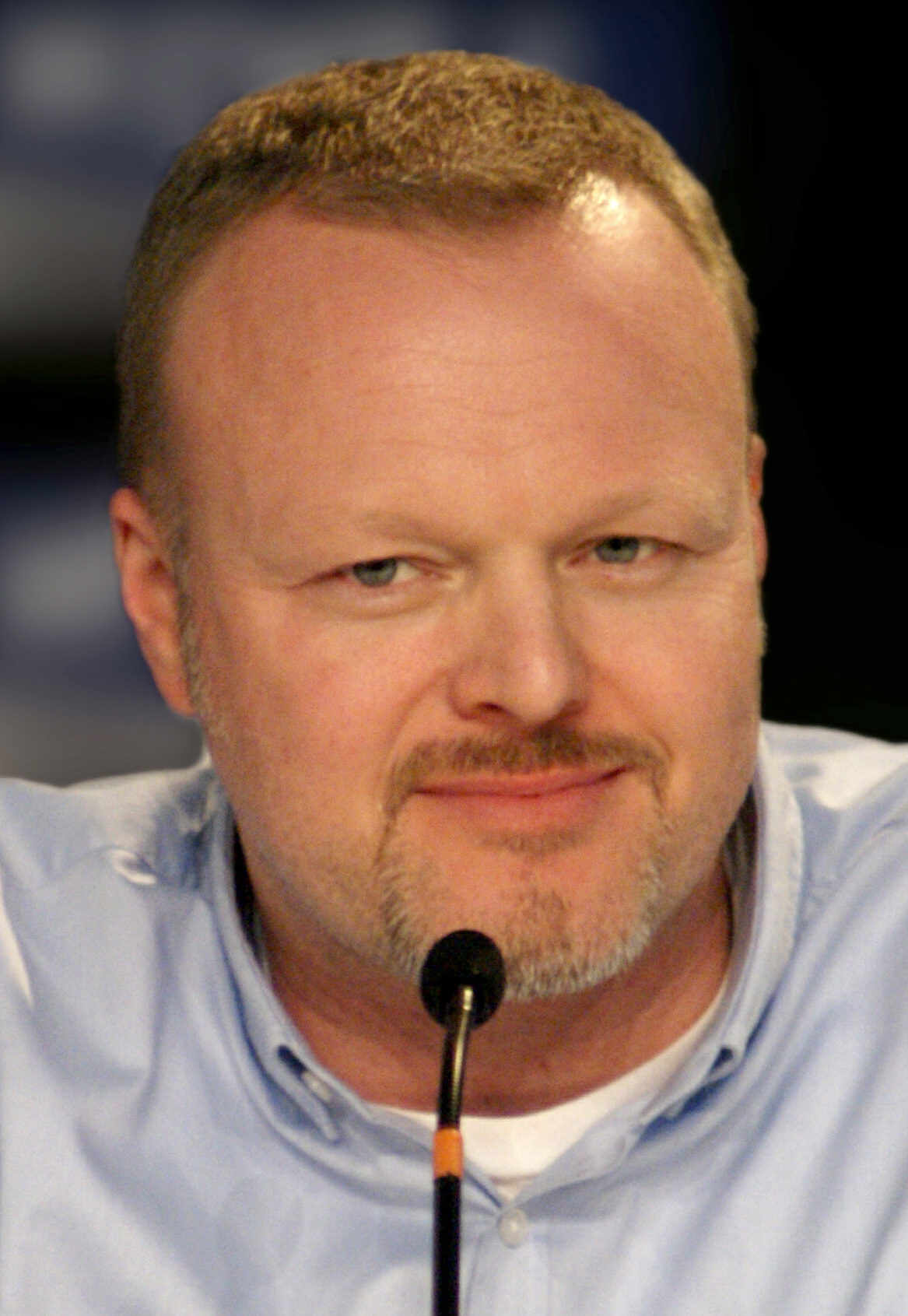
Stefan Raab
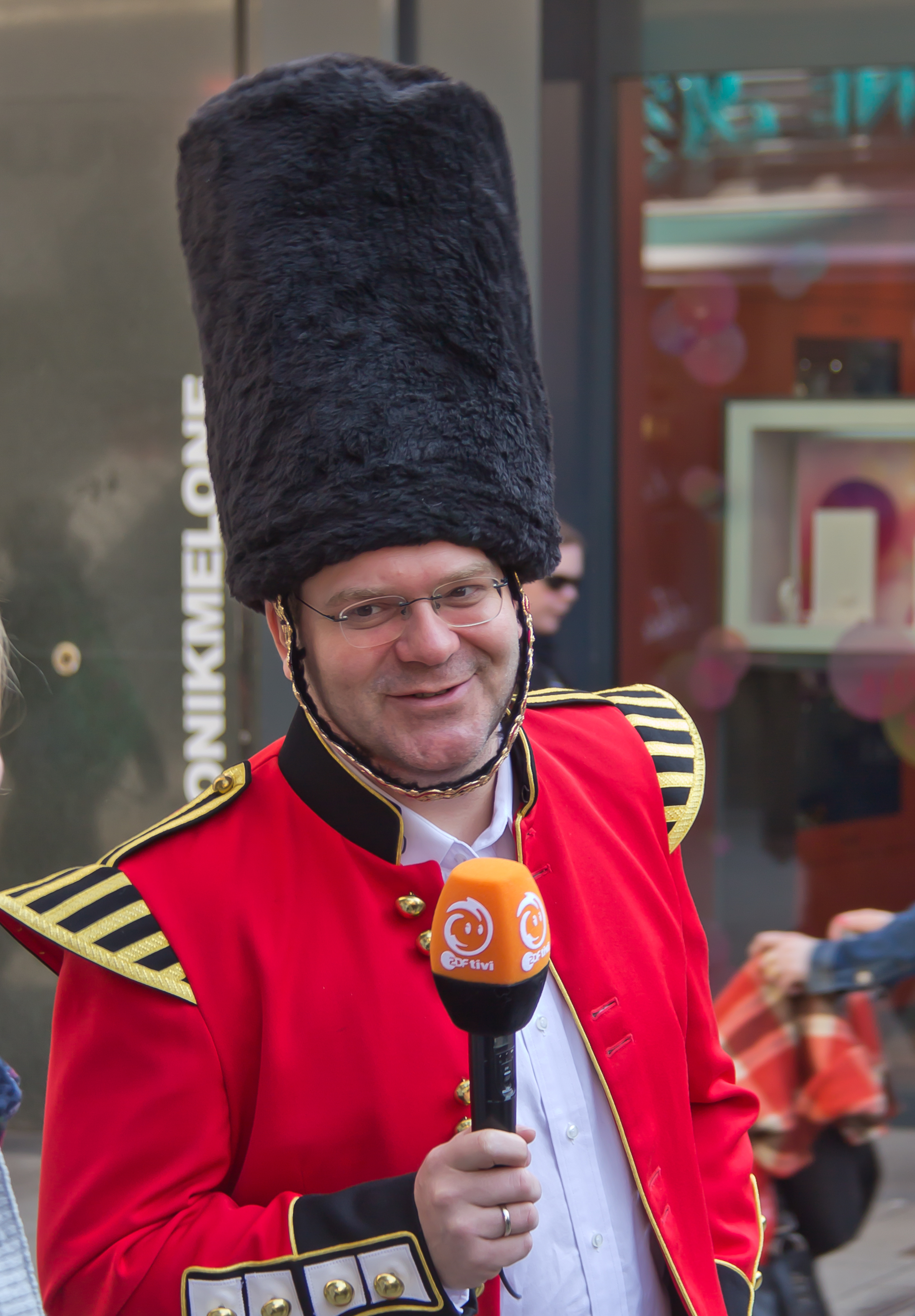
Elton